# 模拟计算机

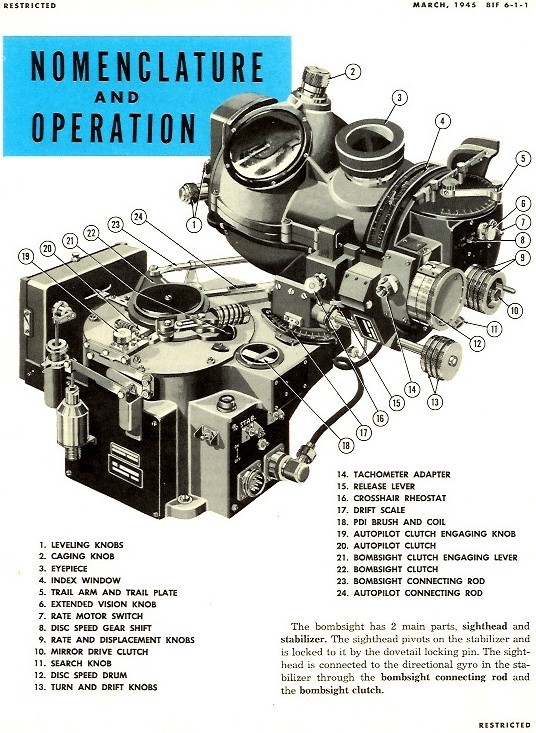
二战美国轰炸机瞄准仪，是一种模拟计算机

模拟计算机（英語：Analog computer），是计算机的一种形式，它使用电子的，机械的或液压的量等物理现象的不断变化的方面来模拟所要解决的问题。 相反，数字计算机象征性地表示不同数量，因为它们的数值发生了变化。 由于模拟计算机不使用离散值，而是使用连续值，所以过程不能像精确等同那样可靠地重复进行，就像它们可以使用图灵机一样。 与数字信号处理不同，模拟计算机不受量化噪声的影响，但受模拟噪声的限制。
模拟计算机广泛用于当时数字计算机缺乏足够性能的科学和工业应用中。 模拟计算机可能具有非常广泛的复杂性。 计算尺和诺谟图是最简单的，而海军枪炮控制计算机和大型混合数字/模拟计算机是最复杂的。过程控制和保护继电器系统使用模拟计算来执行控制和保护功能。
数字计算的出现使得简单的模拟计算机早在1950年代和1960年代就已经过时了，尽管模拟计算机仍然在某些特定应用中使用，例如飞机上線傳飛控系統的飞行计算机以及大学教学控制系统。 更复杂的应用，如合成孔径雷达，在1980年代仍然是模拟计算的领域，因为数字计算机不足以完成任务。

## 模拟计算机的时间轴

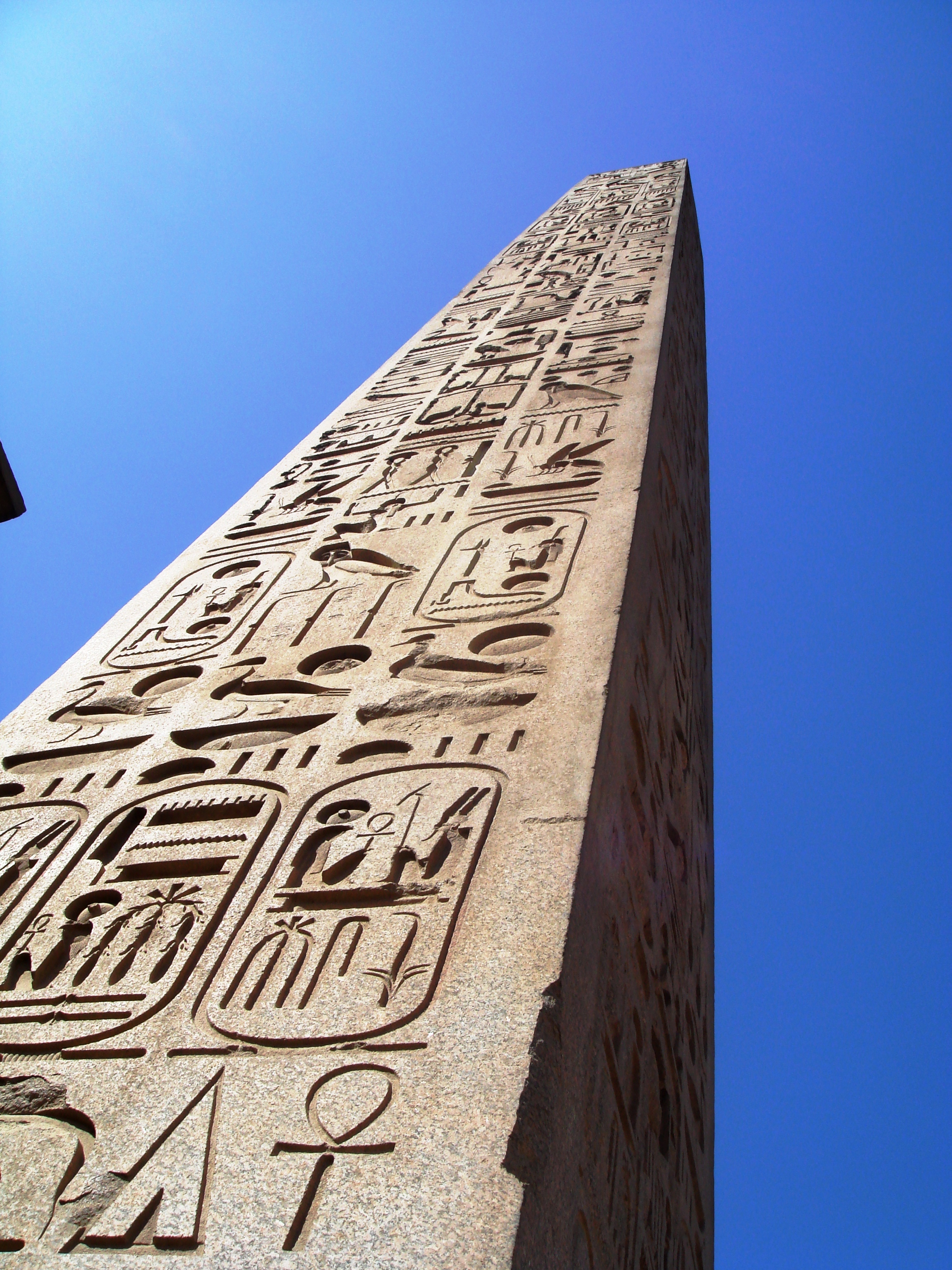
卢克索神庙的方尖碑。 方尖碑也扮演日晷的角色。

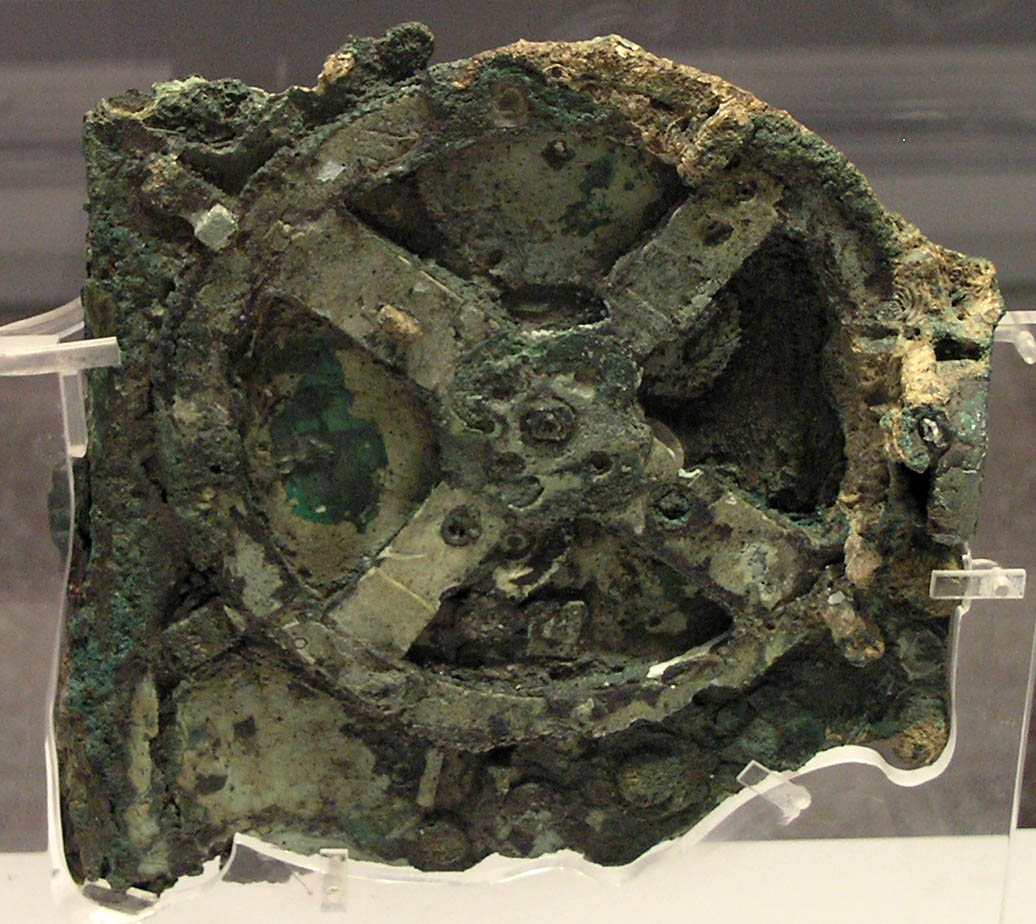
公元前150至100年间的安提基特拉机械是一个早期的模拟计算机。

- 约公元前3,500年 - 日晷被用于古埃及，巴比倫尼亞。
- 约公元前2,000年 - 水鐘在巴比伦使用。
- 公元前1,000年 - 指南车在中国被发明。这是一辆机械齿轮轮式车辆，用于辨别南方的主要方向。
- 公元前255年 - 古希腊的埃拉托斯特尼制造了一个環形球儀。
- 公元前150 - 100年 - 太阳系仪被用于古希腊的计算天体运行。根据德瑞克·約翰·德索拉·普萊斯(Derek J. de Solla Price)的说法，安提基特拉机械是一个太阳系仪，和据称是早期的机械式模拟计算机[4]。
- 2世纪 - 东汉的张衡建造水力推动的浑天仪。
- 8世纪 - 唐朝的一行禅师等在環形球儀引入擒纵机构。
- 11世纪 - 北宋的苏颂创造了水力天文钟。
- 1620年 - 1630年 - 计算尺被发明。
- 1876年 - 微分分析仪（英语：Differential analyser）被发明。实际使用开始于1920年代和30年代。
- 在第二次世界大战期间，使用模拟计算机（使用模拟计算机原理的设备设备）作为基本的火控系统设备等。
- 1950年代 - General Precision Systems 公司生产电子模拟计算器（模拟计算机，运算放大器等）。
- 1950年代 - 威廉·菲利普斯(Alban William Phillips)制作了MONIAC液压机械模拟计算机。
- 1963年 - Heath生产和销售Heathkit EC-1（英语：Heathkit EC-1），用于教育模拟计算机组装，在《无线电和实验》杂志Gravure中介绍。
- 之后，由于数字计算机的高速发展，取代了作为模拟计算机（最后剩下的）的强度和响应时间等优点。

## 电子模拟计算机

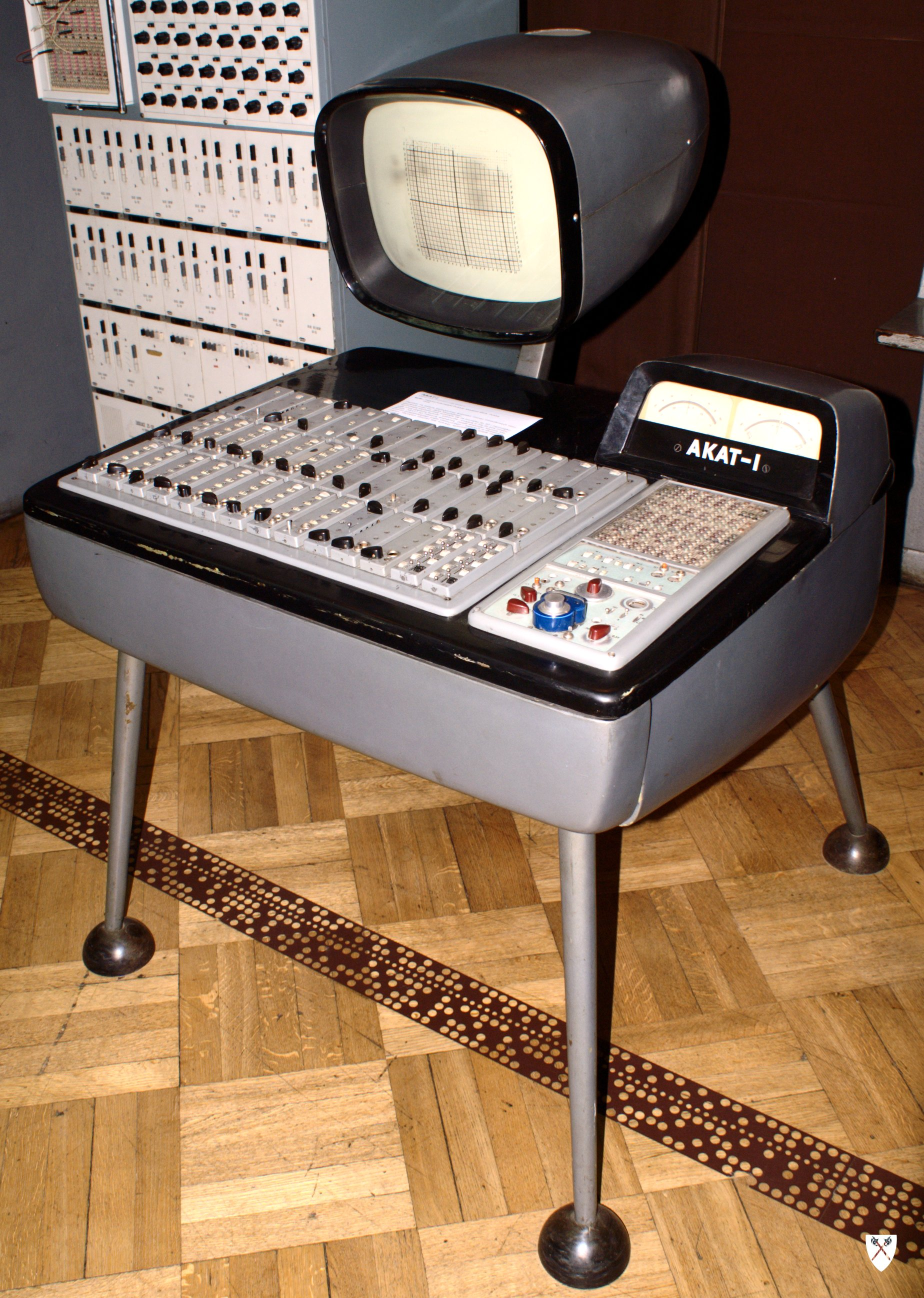
波兰的模拟计算机AKAT-1

线性机械部件（如弹簧和缓冲器（粘滞流体阻尼器））和电气部件（如电容器，电感器和电阻器）之间的相似性在数学上引人注目。它们可以使用相同形式的方程来建模。
但是，这些系统之间的区别在于模拟计算的有用性。如果考虑一个简单的质量弹簧系统，构建物理系统需要制造或修改弹簧和质量。随后将它们连接在一起并安装适当的锚，收集具有适当输入范围的测试设备，最后进行测量。在更复杂的情况下，如赛车悬架，实验性建造，改装和测试既复杂又昂贵。
电气等效物可以由一些运算放大器（op amps）和一些无源线性元件构成;所有的测量都可以直接用示波器进行。在电路中，例如，（模拟）弹簧的'刚度'可以通过调整电容器的参数来改变。电气系统类似于物理系统，因此称为名称，但其构造更便宜，通常更安全，并且通常更容易修改。
而且，电子电路通常可以在比正在模拟的系统更高的频率下工作。 这使得模拟运行速度比实时更快（在某些情况下，可能需要数小时，数周或更长时间）。 电子模拟计算机的经验丰富的用户表示，他们相对于数字模拟提供了对问题的相当亲密的控制和理解。
机械-电子类比的缺点是电子器件受变量变化范围的限制。 这就是所谓的动态范围。 它们也受到噪音水平的限制。 浮点数字计算具有相对较大的动态范围。

## 模拟-数字混合计算机
模拟计算机速度快，数字计算机则更加准确并具有泛用性，所以就有了将这两种处理方式结合的思路来获得更高的效率。这种混合简易设备的一个例子是混合倍增器，其中一个输入是模拟信号，另一个输入是数字信号，输出是模拟信号。它像是一种可数字化升级的模拟电位器。这类混合技术主要用于雷达的信号处理以及嵌入式系统中的控制器等对计算时间要求严格的专用实时计算。
在20世紀70年代早期，模拟计算机制造商尝试将他们的模拟计算机和数字计算机结合起来，以获得这两种技术的优势。在这种系统中，数字计算机能够控制模拟计算机，进行初始设置、启动多次模拟运行和自动输入及收集数据的工作。数字计算机也可以通过模数转换和数模转换直接进行计算。
1980年之后，纯数字计算机的发展越来越快，速度足以与模拟计算机抗衡。模拟计算机运算速度的一个关键因素是它们完全并行运算，但这同时也是一个限制。解决一个问题所需要的方程越多，需要的模拟元器件也越多，即使这个问题对于时间没有严格要求。对一个问题的“编程”指的是模拟器件的相互连接，即使有一个可拆卸的接线板，模拟计算机也不是很通用。如今已经没有大型混合计算机了，只有混合元器件。

## 实际例子
以下是已构建或实际使用的模拟计算机的示例：

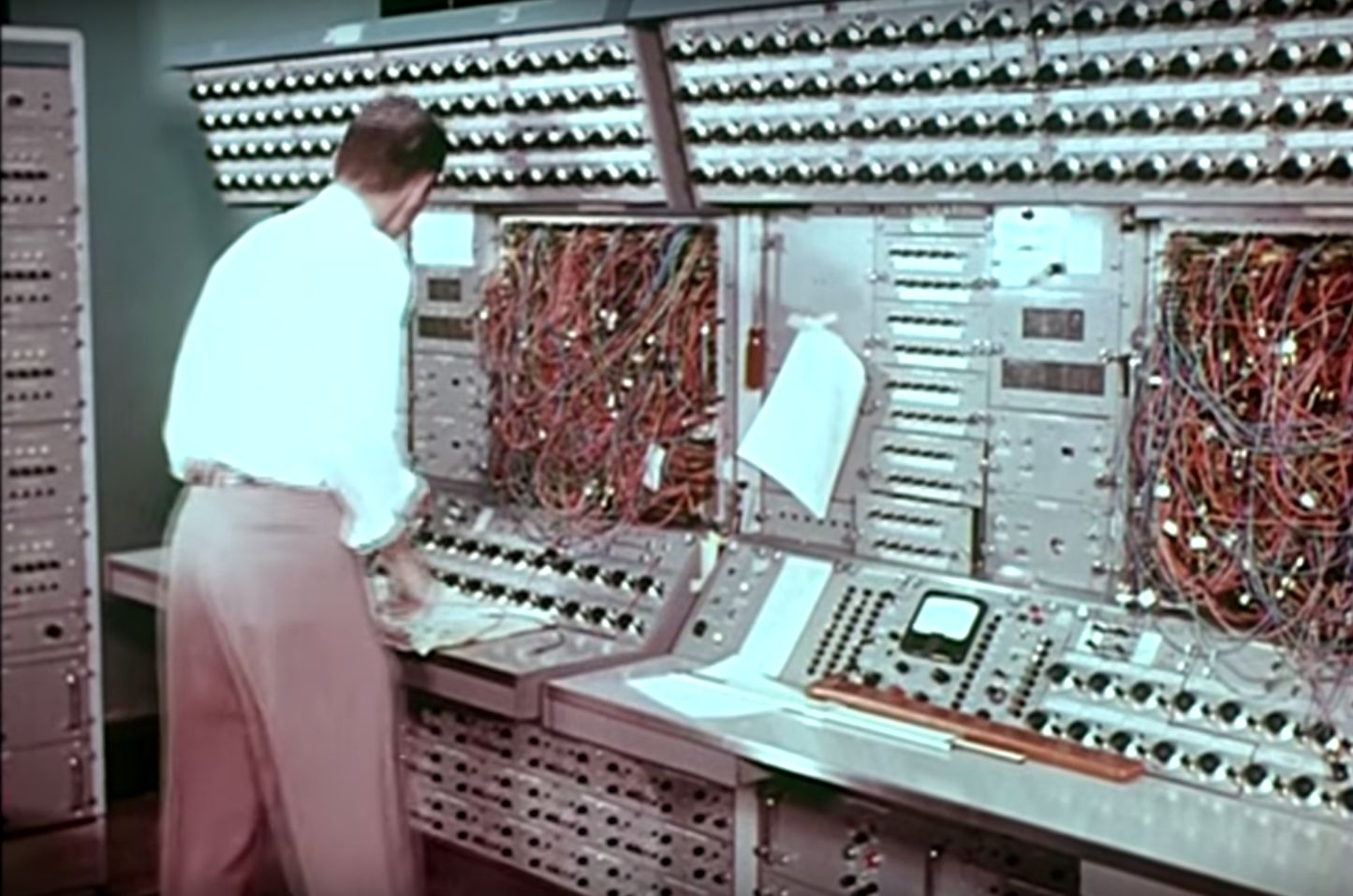
X-15仿真器模拟计算机

- 波音B-29超级堡垒轰炸机中央火力控制系统
- Deltar，用于三角洲工程的Delta潮汐模拟计算器
- Kerrison预测器，是第一批全自动防空火控系统之一
- Leonardo Torres y Quevedo基于“fusee sans fin”的模拟计算机
- Librascope（英语：Librascope），飞机重量和平衡电脑
- 机械计算机
- 机械积分器，例如求积仪
- 诺谟图
- 诺登轰炸瞄准器（英语：Norden bombsight）
- Rangekeeper和相关的消防控制计算机
- Scanimate（英语：Scanimate）
- 鱼雷数据计算机（英语：Torpedo Data Computer）
- 赤基黄道仪 (Torquetum)
- 水流积分器
- MONIAC

模拟（音频）合成器也可以视为模拟计算机的一种形式，其技术最初部分基于电子模拟计算机技术。 ARP 2600的环形调制器实际上是一个中等精度的模拟乘法器。

## 参阅
- 日晷
- 水鐘
- 計算機硬體歷史
- 微分方程
- 动力系统
- 信号 (信息论)
- 混沌理论
- 天文钟
- 太阳系仪
- 星盘
- 诺谟图
- 求积仪